# EP u softbolu za žene 1983.
3. EP u softbolu za žene  se održalo u Italiji, u Parmi, od 23. do 28. kolovoza 1983.

## Konačna ljestvica
| Mj. | Država     |
| --- | ---------- |
| 1.  | Nizozemska |
| 2.  | Italija    |
| 3.  | Belgija    |
| 4.  | San Marino |